# Mattes Hansen
Mattes Hansen (* 15. Mai 2004 in Parchim) ist ein deutscher Fußballspieler.

## Karriere

### Verein
Nach seinen Anfängen in der Jugend des SV Aufbau Parchim, des FC Mecklenburg Schwerin und des VfL Wolfsburg, für die er zwei Spiele in der B-Junioren-Bundesliga bestritt, wechselte Hansen im Sommer 2021 in die Jugendabteilung des FC Schalke 04. Für die Knappen bestritt er 29 Spiele in der A-Junioren-Bundesliga, bei denen ihm zwei Tore gelangen.
Im Sommer 2023 wechselte er zum Zweitligisten SC Paderborn 07 und kam dort auch zu seinem ersten Einsatz im Profibereich am 30. Juli 2023 bei der 0:5-Auswärtsniederlage gegen die SpVgg Greuther Fürth, dem 1. Spieltag der Saison 2023/24, als er in der 76. Spielminute für Florent Muslija eingewechselt wurde.

### Nationalmannschaft
Hansen bestritt seit dem Jahr 2019 bis jetzt insgesamt sechs Spiele für die U16, die U17, die U19 und die U20 des DFB.